# NGC 6233
NGC 6233 је лентикуларна галаксија у сазвежђу Херкул која се налази на NGC листи објеката дубоког неба.
Деклинација објекта је + 23° 34' 49" а ректасцензија 16h 50m 15,6s. Привидна величина (магнитуда) објекта NGC 6233 износи 14,0 а фотографска магнитуда 15,0. NGC 6233 је још познат и под ознакама UGC 10573, MCG 4-40-2, CGCG 139-7, NPM1G +23.0434, PGC 59086.